# Thomas G:son
Thomas G:son, właśc. Thomas Gustafsson (ur. 25 lutego 1968 w Skövde) – szwedzki gitarzysta, kompozytor i autor tekstów, tworzący utwory głównie z myślą o eliminacjach do Konkursu Piosenki Eurowizji.
Tworzył kompozycje wykonawcom, takim jak Jonas Brothers, Arash, Carola, Charlotte Perrelli, Loreen i Pastora Soler. Współautor przebojów „Euphoria” oraz „Tattoo” dla Loreen, z którymi artystka wygrała kolejno 57. oraz 67. Konkurs Piosenki Eurowizji.

## Kariera
Karierę muzyczną rozpoczął jako gitarzysta w zespole Masquerade. W 1999 napisana przez niego piosenka „Natten är min vän”, nagrana przez Cleo Nilsson, zakwalifikowała się do programu Melodifestivalen, stanowiące krajowe eliminacje do Konkursu Piosenki Eurowizji. Dwa lata później jego utwór „Lyssna till ditt hjärta”, śpiewany przez zespół Friends, wygrał finał selekcji i reprezentował Szwecję w 46. Konkursie Piosenki Eurowizji. Po tym sukcesie G:son zaczął zgłaszać swoje kompozycje również do preselekcji innych krajów uczestniczących w konkursie; po raz pierwszy zrobił to już w 2002, zgłaszając do fińskich eliminacji dwie piosenki: „Who Cares About a Broken Heart?” (wykonywana przez Johannę) i „Say You Will, Say You Won’t” (Ressu). W 2006 jego utwór „Invincible”, nagrany przez Carolę, zwyciężył w finale programu Melodifestivalen i reprezentował Szwecję w 51. Konkursie Piosenki Eurowizji. W 2012 zwyciężył, jako współautor utworu „Euphoria” śpiewanego przez Loreen, zarówno finał programu Melodifestivalen, jak i finał 57. Konkursu Piosenki Eurowizji. Taki sam sukces odniósł w roku 2023, współtworząc dla artystki piosenkę „Tattoo”, która wygrała 67. Konkurs Piosenki Eurowizji.
Napisał piosenki, które reprezentowały w Konkursie Piosenki Eurowizji: Norwegię („Ven a bailar conmigo” Guri Schanke) i Hiszpanię („I Love You Mi Vida” D’Nash) w 2007, Danię w 2010 („In a Moment Like This”, Chanée i N’evergreen), ponownie Hiszpanię w 2012 („Quédate conmigo”, Pastora Soler) oraz Gruzję w 2013 („Waterfall”, Nodiko Tatiszwili i Sopo Gelowani).

## Utwory w preselekcjach do Konkursu Piosenki Eurowizji

### (Melodifestivalen)Szwecja
| Rok  | Utwór                                                  | Artysta                                | Wynik w preselekcjach         | Wynik na ESC |
| ---- | ------------------------------------------------------ | -------------------------------------- | ----------------------------- | ------------ |
| 1999 | „Natten är min vän”                                    | Cleo Nilsson                           | 8. miejsce                    |              |
| 2001 | „Lyssna till ditt hjärta” („Listen to Your Heartbeat”) | Friends                                | 1. miejsce                    | 5. miejsce   |
| 2002 | „Världen utanför”                                      | Barbados                               | 4. miejsce                    |              |
| 2002 | „What Difference Does It Make?”                        | Poets                                  | 5. miejsce (wybór zwycięzców) |              |
| 2002 | „Ingenting är större än vi”                            | Arvingarna                             | 6. miejsce (wyeliminowany)    |              |
| 2002 | „Vem é dé du vill ha”                                  | Kikki, Bettan & Lotta                  | 3. miejsce                    |              |
| 2003 | „Hela världen för mig”                                 | Sanna Nielsen                          | 5. miejsce                    |              |
| 2004 | „Tango! Tango!”                                        | Petra Nielsen                          | 4. miejsce                    |              |
| 2004 | „Säg att du har ångrat dig”                            | Anne-Lie Rydé                          | 7. miejsce (druga szansa)     |              |
| 2004 | „C’est la vie”                                         | Hanson, Carson i Malmkvist             | 10. miejsce                   |              |
| 2005 | „Så nära”                                              | Anne-Lie Rydé                          | 5. miejsce (wyeliminowany)    |              |
| 2005 | „Långt bort om tid och rum”                            | Mathias Holmgren                       | 5. miejsce (druga szansa)     |              |
| 2005 | „As If Tomorrow Will Never Come”                       | Katrina & The Nameless                 | 6. miejsce (druga szansa)     |              |
| 2006 | „Ge mig en kaka till kaffet”                           | Östen med Resten                       | 6. miejsce (wyeliminowany)    |              |
| 2006 | „I dag & i morgon”                                     | Kikki Danielsson                       | 10. miejsce                   |              |
| 2006 | „When Love’s Comin’ Back Again”                        | Jessica Folcker                        | 7. miejsce (wyeliminowany)    |              |
| 2006 | „Innan natten är över”                                 | Kayo                                   | 6. miejsce (wyeliminowany)    |              |
| 2006 | „Silverland”                                           | Roger Pontare                          | 4. miejsce (druga szansa)     |              |
| 2006 | „Evighet” („Invincible”)                               | Carola                                 | 1. miejsce                    | 5. miejsce   |
| 2007 | „Samba Sambero”                                        | Anna Book                              | 9. miejsce                    |              |
| 2007 | „Amanda”                                               | Jimmy Jansson                          | 6. miejsce (druga szansa)     |              |
| 2009 | „Show Me Heaven”                                       | Lili & Susie                           | 4. miejsce (druga szansa)     |              |
| 2009 | „Du vinner över mig”                                   | Mikael Rickfors                        | 5. miejsce (wyeliminowany)    |              |
| 2009 | „Här för mig själv”                                    | Maja Gullstrand                        | 8. miejsce (wyeliminowany)    |              |
| 2010 | „Thursdays”                                            | Lovestoned                             | 6. miejsce (wyeliminowany)    |              |
| 2011 | „Something In Your Eyes”                               | Jenny Silver                           | 7. miejsce (druga szansa)     |              |
| 2011 | „I’m in Love”                                          | Sanna Nielsen                          | 4. miejsce                    |              |
| 2011 | „E det fel på mej”                                     | Linda Bengtzing                        | 7. miejsce                    |              |
| 2012 | „Euphoria”                                             | Loreen                                 | 1. miejsce                    | 1. miejsce   |
| 2012 | „Jag reser mig igen”                                   | Thorsten Flinck & Revolutionsorkestern | 8. miejsce                    |              |
| 2012 | „Land of Broken Dreams”                                | Dynazty                                | 8. miejsce (druga szansa)     |              |
| 2013 | „On Top of the World”                                  | Swedish House Wifes                    | 6. miejsce (wyeliminowany)    |              |
| 2013 | „Alibi”                                                | Eddie Razaz                            | 6. miejsce (wyeliminowany)    |              |
| 2013 | „In And Out of Love”                                   | Martin Rolinski                        | 3. miejsce (druga szansa)     |              |
| 2013 | „Trivialitet”                                          | Sylvia Vrethammar                      | 7. miejsce (wyeliminowany)    |              |
| 2013 | „Tell the World I’m Here"”                             | Ulrik Munther                          | 3. miejsce                    |              |
| 2014 | „Love Trigger”                                         | J.E.M.                                 | 6. miejsce (druga szansa)     |              |
| 2014 | „Hela natten”                                          | Josef Johansson                        | 7. miejsce (wyeliminowany)    |              |
| 2015 | „If I Was God for One Day”                             | Neverstore                             | 5. miejsce (wyeliminowany)    |              |
| 2015 | „Möt mig i Gamla stan”                                 | Magnus Carlsson                        | 9. miejsce                    |              |
| 2015 | „För din skull”                                        | Kalle Johansson                        | 6. miejsce (wyeliminowany)    |              |
| 2015 | „Bring Out the Fire”                                   | Andreas Weise                          | Eliminacja (druga szansa)     |              |
| 2016 | „Rollercoaster”                                        | Dolly Style                            | Eliminacja (druga szansa)     |              |
| 2017 | „One More Night”                                       | Dinah Nah                              | 5. miejsce (wyeliminowany)    |              |
| 2017 | „Wild Child”                                           | Ace Wilder                             | 7. miejsce                    |              |
| 2017 | „A Million Years”                                      | Mariette                               | 4. miejsce                    |              |
| 2017 | „Himmel och hav”                                       | Roger Pontare                          | 5. miejsce (wyeliminowany)    |              |
| 2018 | „Livet på en pinne”                                    | Edward Blom                            | 5. miejsce (wyeliminowany)    |              |
| 2018 | „Min dröm”                                             | Kalle Moraeus i Orsa Spelmän           | 5. miejsce (wyeliminowany)    |              |
| 2018 | „Cry”                                                  | Dotter                                 | 6. miejsce (wyeliminowany)    |              |
| 2018 | „Icarus”                                               | Emmi Christensson                      | 6. miejsce (wyeliminowany)    |              |
| 2019 | „Ashes to Ashes”                                       | Anna Bergendahl                        | 10. miejsce                   |              |
| 2019 | „Hello”                                                | Mohombi                                | 5. miejsce                    |              |
| 2019 | „Chasing Rivers”                                       | Nano                                   | 8. miejsce                    |              |
| 2019 | „Somebody Wants”                                       | The Lovers of Valdaro                  | 7. miejsce (wyeliminowany)    |              |
| 2019 | „Mina bränder”                                         | Zeana feat. Anis don Demina            | 5. miejsce (wyeliminowany)    |              |
| 2020 | „Kingdom Come”                                         | Anna Bergendahl                        | 3. miejsce                    |              |
| 2020 | „Ballerina”                                            | Malou Prytz                            | Eliminacja (druga szansa)     |              |
| 2020 | „Shout It Out”                                         | Mariette                               | 10. miejsce                   |              |
| 2020 | „Miraklernas tid”                                      | Jan Johansen                           | 7. miejsce (wyeliminowany)    |              |
| 2021 | „Still Young”                                          | Charlotte Perrelli                     | 8. miejsce                    |              |
| 2023 | „Tattoo”                                               | Loreen                                 | 1. miejsce                    | 1. miejsce   |

### Finlandia
| Rok  | Utwór                             | Artysta       | Wynik w preselekcjach  |
| ---- | --------------------------------- | ------------- | ---------------------- |
| 2002 | „Who Cares About a Broken Heart?” | Johanna       | 5. miejsce             |
| 2002 | „Say You Will, Say You Won’t”     | Ressu         | 4. miejsce             |
| 2004 | „I Can’t Stop Loving You”         | Kirsi Ranto   | 10. miejsce (półfinał) |
| 2004 | „Till the End of Time”            | Arja Koriseva | 10. miejsce            |

### (Melodi Grand Prix)Norwegia
| Rok  | Utwór                  | Artysta               | Wynik w preselekcjach | Wynik na ESC           |
| ---- | ---------------------- | --------------------- | --------------------- | ---------------------- |
| 2003 | „Din hånd i min hånd”  | Kikki, Bettan & Lotta | 4. miejsce            |                        |
| 2003 | „Anyway You Want”      | Ingvild Pedersen      | 8. miejsce            |                        |
| 2006 | „Absolutely Fabulous”  | Queentastic           | 3. miejsce            |                        |
| 2007 | „Rocket Ride”          | Jannicke Abrahamsen   | 2. miejsce            |                        |
| 2007 | „Ven a bailar conmigo” | Guri Schanke          | 1. miejsce            | 18. miejsce (półfinał) |
| 2012 | „High on Love”         | Reidun Sæther         | Finał                 |                        |

### Łotwa
| Rok  | Utwór                 | Artysta       | Wynik w preselekcjach |
| ---- | --------------------- | ------------- | --------------------- |
| 2006 | „Heaven In Your Eyes” | Elina Furmane | 8. miejsce            |

### Hiszpania
| Rok  | Utwór                     | Artysta           | Wynik w preselekcjach                 | Wynik na ESC |
| ---- | ------------------------- | ----------------- | ------------------------------------- | ------------ |
| 2007 | „I Love You Mi Vida”      | D’Nash            | 1. miejsce                            | 20. miejsce  |
| 2008 | „Todo está en tu mente”   | Coral Segovia     | 2. miejsce                            | –            |
| 2008 | „Piénsame”                | Anael             | Eliminowany w głosowaniu internetowym | –            |
| 2008 | „Te prefiero”             | Baltanás          | Eliminowany w głosowaniu internetowym | –            |
| 2009 | „Nada es comparable a ti” | Mirela            | 4. miejsce                            | –            |
| 2009 | „Amor radical”            | Rebeca            | Eliminowany w głosowaniu internetowym | –            |
| 2010 | „Perfecta”                | Venus             | 4. miejsce                            | –            |
| 2010 | „Recuérdame”              | Samuel i Patricia | 5. miejsce                            | –            |
| 2010 | „En una vida”             | Coral Segovia     | 2. miejsce                            | –            |
| 2010 | „Beautiful Life”          | José Galisteo     | 7. miejsce                            | –            |
| 2011 | „Abrázame”                | Lucía Pérez       | Finał                                 | –            |
| 2012 | „Quédate conmigo”         | Pastora Soler     | 1. miejsce                            | 10. miejsce  |
| 2014 | „Más (Run)”               | Brequette         | 2. miejsce                            | –            |
| 2015 | „Amanecer”                | Edurne            | Wybór wewnętrzny                      | 21. miejsce  |
| 2022 | „Eco”                     | Xeinn             |                                       |              |

### Rumunia
| Rok  | Utwór        | Artysta | Wynik w preselekcjach |
| ---- | ------------ | ------- | --------------------- |
| 2007 | „Lovestruck” | Indiggo | Zdyskwalifikowany     |

### Polska
| Rok  | Utwór                   | Artysta    | Wynik w preselekcjach |
| ---- | ----------------------- | ---------- | --------------------- |
| 2008 | „Viva la musica”        | Man Meadow | 3. miejsce            |
| 2009 | „Love Is Gonna Get You” | Man Meadow | 6. miejsce            |

### Belgia
| Rok  | Utwór             | Artysta       | Wynik w preselekcjach |
| ---- | ----------------- | ------------- | --------------------- |
| 2008 | „Addicted to You” | Tanja Dexters | 5. miejsce (półfinał) |

### (Dansk Melodi Grand Prix)Dania
| Rok  | Utwór                    | Artysta              | Wynik w preselekcjach | Wynik na ESC |
| ---- | ------------------------ | -------------------- | --------------------- | ------------ |
| 2010 | „In a Moment Like This”  | Chanée i N’evergreen | 1. miejsce            | 4. miejsce   |
| 2011 | „25 Hours a Day”         | Le Freak             | 3. miejsce            |              |
| 2011 | „Let Your Heart Be Mine” | Jenny Berggren       | –                     |              |
| 2013 | „We Own the Universe”    | Daze                 | –                     |              |
| 2015 | „Mi amore”               | Tina & René          | 7. miejsce            |              |

### Malta
| Rok  | Utwór         | Artysta           | Wynik w preselekcjach | Wynik na ESC          |
| ---- | ------------- | ----------------- | --------------------- | --------------------- |
| 2013 | „Ultraviolet” | Jessica Muscat    | 8. miejsce            |                       |
| 2018 | „Taboo”       | Christabelle Borg | 1. miejsce            | 13 miejsce (połfinał) |

### Gruzja
| Rok  | Utwór       | Artysta                           | Wynik w preselekcjach | Wynik na ESC |
| ---- | ----------- | --------------------------------- | --------------------- | ------------ |
| 2013 | „Waterfall” | Nodiko Tatiszwili i Sopo Gelowani | Wybór wewnętrzny      | 15. miejsce  |
| 2015 | „Warrior”   | Nina Sublatti                     | 1. miejsce            | 11. miejsce  |